# Dan Brown
Dan Brown (Exeter (New Hampshire), 22 juni 1964) is een Amerikaans schrijver van thrillerfictie, voormalig popzanger en pianist en het meest bekend van De Da Vinci Code. Zijn boeken behoren tot het genre fact fiction (faction), waarbij een verzonnen verhaal wordt verteld met een historische en wetenschappelijke achtergrond. Brown is geïnteresseerd in cryptografie en heeft een passie voor codes, symbolen en complottheorieën. Tot dusver werden al meer dan 220 miljoen exemplaren van zijn boeken verkocht in meer dan 40 verschillende talen, waaronder het Nederlands, Frans, Duits en Italiaans.

## Levensloop
Brown groeide op op de campus van de Phillips Exeter Academy, een van de meest prestigieuze kostscholen van Amerika. Zijn vader was daar leraar wiskunde. Brown studeerde Engelse literatuur en kunstgeschiedenis aan het Amherst College (Massachusetts), waar hij in 1986 zijn diploma haalde. Daarnaast studeerde hij ook nog in het Spaanse Sevilla.
Na zijn studie gaf hij Spaanse les in Californië, was zanger, schreef liedjes en gaf - in de voetsporen van zijn vader - enige tijd Engelse les aan de Phillips Exeter Academy, waar hij vroeger zelf ook onderwijs volgde. Hij trouwde met Blythe Newlon (1952), die hem hielp met zijn carrière als popzanger en later als schrijver. Zij werd door Dan Brown omschreven als 'kunsthistorica en schilder', hoewel zij niet als zodanig is opgeleid of optreedt. Samen voerden zij het onderzoek uit voor zijn boeken, zo bleek bij de rechtszaak over The Da Vinci Code. In 2019 gingen ze uit elkaar en in 2021 scheidden ze.

### De Da Vinci Code
In 1998 verscheen zijn debuutthriller Digital Fortress, in het Nederlands verschenen met de titel Het Juvenalis Dilemma, maar Brown brak internationaal pas door met zijn vierde thriller De Da Vinci Code, die in 2004 in talrijke landen (waaronder België en Nederland) maandenlang de bestsellerlijsten aanvoerde. Het boek draait voornamelijk om pseudohistorische complottheorieën die vanaf de jaren 1980 populair werden door boeken als Het heilige bloed en de heilige graal van Michael Baigent c.s. Brown kreeg er de bijnaam 'de Umberto Eco voor de gewone man' door, omdat Eco in De slinger van Foucault enigszins verwante thema's verwerkte.

#### Film
De Da Vinci Code werd in 2006 als The Da Vinci Code verfilmd door regisseur Ron Howard, met Tom Hanks en Audrey Tautou in de hoofdrollen. Critici kraakten de film af, die evenwel 750 miljoen dollar opbracht. Brown en zijn vrouw zijn zelf als figurant in de film te zien. Brown componeerde een deel van de muziek van de film en is te horen als zanger.
Ook het boek Het Bernini Mysterie werd verfilmd en is in mei 2009 uitgebracht in de bioscoop met opnieuw Tom Hanks in de hoofdrol.
In oktober 2016 verscheen de verfilming van zijn boek Inferno in de bioscopen.

#### Rechtszaken
Brown werd van plagiaat beschuldigd door zowel de romanschrijver Lewis Perdue als Michael Baigent en Richard Leigh, non-fictieschrijvers over onder meer de Heilige graal.
De aanklacht van Perdue werd ongegrond verklaard.
Brown verscheen voor de tweede zaak in februari 2006 voor de Britse rechter. Baigent en Richard Leigh beschuldigden Brown ervan hun ideeën te hebben overgenomen uit het boek dat ze samen met co-auteur Henry Lincoln schreven en dat eveneens door Random House werd uitgegeven. Ze eisten vijftien miljoen euro schadevergoeding. Brown zelf heeft naar schatting ruim 300 miljoen verdiend aan zijn succesvolle boeken, en hierin staan meerdere verwijzingen naar het boek van Baigent en Leigh. Zo gebruikt Brown in De Da Vinci Code 'sir Leigh Teabing' als naam voor de schurk, wat een anagram is van de achternamen van de twee auteurs van het eerdere werk. Bovendien laat hij het personage Teabing mank lopen, net als Lincoln. In april 2006 werd de beschuldiging van inbreuk op de auteursrechten echter niet gegrond verklaard. Anders zouden fictieschrijvers in het algemeen problemen krijgen als ze non-fictie-boeken als inspiratie en bron gebruiken.
De rechter in deze plagiaatzaak, Peter Smith, had tevens een eigen 'code' verstopt in zijn uitspraak. Een aantal letters in de tekst was schuingedrukt en vormde zo de code. De letters in de eerste paragrafen spelden 'smithy code'; de rest luidde 'jaeiextostgpsacgreamqwfkadpmqzv'.
Een advocaat uit Londen decodeerde dit tot 'Jackie Fisher who are you Dreadnought' (lett: Jackie Fisher, wie ben je durfal), een verwijzing naar een Britse admiraal. Dreadnought is de naam van een schip dat op het moment van het proces 150 jaar geleden te water werd gelaten.

## Kritiek
Brown wordt regelmatig als anti-christelijk bestempeld, vooral vanwege de manier waarop hij historische onjuistheden en complottheorieën vermengt met fictie in zijn romans.
In zijn eerste Robert Langdon-boek, Het Bernini Mysterie, worden diverse historische figuren, zoals Galileo Galilei en Gian Lorenzo Bernini, voorgesteld als geheime tegenstanders van de katholieke Kerk. Ze zouden zelfs deel hebben uitgemaakt van de Illuminati. Daarbij wordt gesuggereerd dat de Kerk structureel vijandig stond tegenover wetenschap, iets wat historisch gezien feitelijk onjuist is.
In De Da Vinci Code gaat Brown nog een stap verder. Hij stelt dat Jezus Christus getrouwd zou zijn geweest met Maria Magdalena en dat zij samen een kind zouden hebben gekregen, van wie de afstammingslijn tot op de dag van vandaag voort zou bestaan. Deze theorie – overgenomen uit eerdere pseudohistorische werken zoals Holy Blood, Holy Grail – is door vrijwel alle serieuze historici als absurd en zonder enige historische basis verworpen.
Brown verklaarde dat zijn hekel aan de Kerk begon toen een priester zijn kinderlijke vraag over het scheppingsverhaal en dinosauriërs afwimpelde met: “Good boys don’t ask those questions.” Sindsdien zet hij wetenschap en religie tegenover elkaar in zijn werk, vaak in de vorm van een conflict tussen rationeel denken en dogmatisch geloof. Deze voorstelling wordt echter breed bekritiseerd als intellectueel simplistisch.      

## Discografie
- SynthAnimals, voor kinderen
- Perspective, 1990, Dalliance
- Dan Brown, 1993, DBG Records
- Angels & Demons, 1994, DBG Records
- Musica Animalia, 2003, voor de organisatie Families First
- Wild Symphony, 2020[15]

## Bestseller 60
| Boeken met noteringen in de Nederlandse Bestseller 60 | Jaar van verschijnen | Datum van binnenkomst | Hoogste positie | Aantal weken | Opmerkingen           |
| ----------------------------------------------------- | -------------------- | --------------------- | --------------- | ------------ | --------------------- |
| Het Bernini Mysterie                                  | 2000                 | 20-09-2003            | 1(1wk)          | 146          |                       |
| De Da Vinci Code                                      | 2003                 | 31-01-2004            | 1(44wk)         | 135          |                       |
| Het Juvenalis Dilemma                                 | 1998                 | 20-11-2004            | 1(1wk)          | 100          |                       |
| De Da Vinci Code                                      | 2004                 | 27-11-2004            | 4               | 24           | Geïllustreerde editie |
| Het Bernini Mysterie                                  | 2005                 | 22-10-2005            | 39              | 7            | Geïllustreerde editie |
| De Delta Deceptie                                     | 2001                 | 25-02-2006            | 1(5wk)          | 50           |                       |
| De Da Vinci Code                                      | 2006                 | 20-05-2006            | 5               | 18           | Filmeditie            |
| The Lost Symbol                                       | 2009                 | 26-09-2009            | 1(1wk)          | 15           | Engelstalige editie   |
| Het Verloren Symbool                                  | 2009                 | 07-11-2009            | 1(9wk)          | 50           |                       |
| Inferno                                               | 2013                 | 22-05-2013            | 1(13wk)         | 69           |                       |
| Inferno                                               | 2013                 | 22-05-2013            | 17              | 3            | Gebonden editie       |
| Inferno                                               | 2013                 | 19-06-2013            | 59              | 1            | Dwarsligger editie    |
| Inferno. Limited edition                              | 2013                 | 11-09-2013            | 16              | 15           |                       |
| Oorsprong                                             | 2017                 | 11-10-2017            | 1(12wk)         | 72           |                       |
| Oorsprong                                             | 2017                 | 11-10-2017            | 12              | 6            | Gebonden editie       |
| Oorsprong                                             | 2017                 | 01-11-2017            | 35              | 2            | Dwarsligger editie    |
| Het wilde dierenorkest                                | 2020                 | 09-09-2020            | 6               | 13           |                       |